# Kristian Riis
Kristian Dirks Riis (Haderslev, 17 febbraio 1997) è un ex calciatore danese, di ruolo difensore.

## Carriera

### Club
Cresciuto nel settore giovanile del Midtjylland, debutta in prima squadra il 7 luglio 2016, in occasione dell'incontro dei turni preliminari di Europa League vinto per 0-1 contro il Sūduva. Il 31 luglio successivo debutta anche in Superligaen, disputando l'incontro vinto per 3-0 contro lo Silkeborg. Il 29 giugno 2017 realizza la sua prima rete con la squadra, nell'incontro vinto per 6-1 contro il Derry City, sempre nei turni preliminari di Europa League. Successivamente gioca in prestito con Vendsyssel (in seconda divisione) ed Esbjerg (in massima divisione), tuttavia, in quest'ultima squadra gioca soltanto uno spezzone in campionato. Rientrato al Midtjylland, rimane ai margini della rosa, scendendo in campo solo una volta in due stagioni e mezza. Nel 2021 viene acquistato a titolo definitivo dal Lyngby.

### Nazionale
Ha giocato nelle nazionali giovanili danesi Under-17 ed Under-20.

## Statistiche

### Presenze e reti nei club
Statistiche aggiornate al 25 aprile 2023.
| Stagione            | Squadra            | Campionato         | Campionato | Campionato | Coppe nazionali | Coppe nazionali | Coppe nazionali | Coppe continentali | Coppe continentali | Coppe continentali | Altre coppe | Altre coppe | Altre coppe | Totale | Totale |
| Stagione            | Squadra            | Comp               | Pres       | Reti       | Comp            | Pres            | Reti            | Comp               | Pres               | Reti               | Comp        | Pres        | Reti        | Pres   | Reti   |
| ------------------- | ------------------ | ------------------ | ---------- | ---------- | --------------- | --------------- | --------------- | ------------------ | ------------------ | ------------------ | ----------- | ----------- | ----------- | ------ | ------ |
| 2016-2017           | Midtjylland        | SL                 | 15         | 0          | CD              | 1               | 0               | UEL                | 2                  | 0                  |             | -           | -           | 18     | 0      |
| lug.-ago. 2017      | Midtjylland        | SL                 | 2          | 0          | CD              | -               | -               | UEL                | 3                  | 1                  |             | -           | -           | 5      | 1      |
| ago. 2017-2018      | Vendsyssel         | 1D                 | 23+2       | 1+0        | CD              | 1               | 0               |                    | -                  | -                  |             | -           | -           | 26     | 1      |
| ago. 2018-mar. 2019 | Esbjerg            | SL                 | 1          | 0          | CD              | 0               | 0               |                    | -                  | -                  |             | -           | -           | 1      | 0      |
| mar.-giu. 2019      | Midtjylland        | SL                 | 0          | 0          | CD              | 0               | 0               | UCL+UEL            | -                  | -                  |             | -           | -           | 0      | 0      |
| 2019-2020           | Midtjylland        | SL                 | 0          | 0          | CD              | 0               | 0               | UEL                | 0                  | 0                  |             | -           | -           | 0      | 0      |
| 2020-2021           | Midtjylland        | SL                 | 1          | 0          | CD              | 0               | 0               | UCL                | 0                  | 0                  |             | -           | -           | 1      | 0      |
| Totale Midtjylland  | Totale Midtjylland | Totale Midtjylland | 18         | 0          |                 | 1               | 0               |                    | 5                  | 1                  |             | -           | -           | 24     | 1      |
| 2021-2022           | Lyngby             | 1D                 | 25         | 1          | CD              | 2               | 0               |                    | -                  | -                  |             | -           | -           | 27     | 1      |
| 2022-2023           | Lyngby             | SL                 | 9          | 1          | CD              | 0               | 0               |                    | -                  | -                  |             | -           | -           | 9      | 1      |
| Totale Lyngby       | Totale Lyngby      | Totale Lyngby      | 34         | 2          |                 | 2               | 0               |                    | -                  | -                  |             | -           | -           | 36     | 2      |
| Totale carriera     | Totale carriera    | Totale carriera    | 78         | 3          |                 | 4               | 0               |                    | 5                  | 1                  |             | -           | -           | 87     | 4      |